# Pavel Horváth
Pavel Horváth (n. 22 aprilie 1975) este un fotbalist ceh.

## Statistici
| Cehia | Cehia   | Cehia  |
| An    | Meciuri | Goluri |
| ----- | ------- | ------ |
| 1999  | 6       | 0      |
| 2000  | 8       | 0      |
| 2001  | 2       | 0      |
| 2002  | 3       | 0      |
| Total | 19      | 0      |